# Observatório Sírio de Direitos Humanos
O Observatório Sírio de Direitos Humanos (OSDH ou, em inglês, Syrian Observatory for Human Rights) é uma organização fundada em 2006 por Rami Abdulrahman. A sede da organização fica na cidade de Coventry, no Reino Unido. A organização alega ter o objetivo de documentar abusos de direitos humanos na Síria; Desde 2011, tem focado na Guerra Civil Síria, divulgando o número de mortos no conflito. As informações divulgadas pela organização foram citadas várias vezes pela imprensa sobre o conflito sírio. A organização tem sido descrita como opositora do regime de Bashar al-Assad e é em prol da oposição síria.
O líder da organização, Rami Abdulrahman, foi por três vezes preso enquanto vivia na Síria e então se mudou para a Inglaterra no ano 2000, para evitar uma nova prisão.
Em uma entrevista concedida a Reuters em dezembro de 2011, Abdulrahman disse que o observatório tem cerca de 200 fontes dentro da Síria e que pelo menos 6 deles já foram mortos. Abdulrahman é responsável por boa parte das contagens não oficiais de mortos e feridos dentro da guerra civil no país. Em abril de 2013, em uma nova entrevista, desta vez feita ao jornal americano The New York Times, o líder do Observatório Sírio de Direitos Humanos confirmou que o grupo é parcialmente financiado pela União Europeia e uma organização europeia.
A precisão nos números divulgados pela organização já foram questionados, sendo comum as críticas por não divulgarem os dados ou sua metodologia.